# Sebastian Lange
Sebastian Lange (* 16. Oktober 1987 in Paderborn) ist ein deutscher Fußballfunktionär und ehemaliger Fußballtorhüter.

## Karriere
Der Keeper wechselte im Jahr 2000 von der DJK Mastbruch in die Jugend des SC Paderborn 07, wo er es 2006 in den Profikader schaffte. Lange kam in den folgenden Spielzeiten nur in der zweiten Mannschaft des SCP zum Einsatz.
Erst am 25. April 2009 gab er sein Drittliga-Debüt für Paderborn, nachdem Stammtorhüter Kasper Jensen des Feldes verwiesen wurde. Auch an den beiden folgenden Spieltagen stand Lange zwischen den Pfosten, bevor Jensen von seiner Rotsperre zurückkam. Im Juli 2009 verlängerte Lange trotz gewachsener Konkurrenz im Tor seinen Vertrag um zwei weitere Jahre bis 2011. Im Mai 2010 wurde der Vertrag um ein weiteres Jahr bis 2012 verlängert und Lange für die Saison 2010/11 an den Regionalliga-Aufsteiger SC Wiedenbrück 2000 ausgeliehen. Ein Jahr später wurden sowohl der Leihvertrag als auch der Vertrag mit dem SC Paderborn um ein weiteres Jahr verlängert. Wiederum ein Jahr später kehrte Lange nach Paderborn zurück, wo er im Sommer 2013 keinen neuen Kontrakt mehr erhielt. Daraufhin wechselte er in die Regionalliga West zum SC Verl. Bei den Verlern beendete er 2019/20 auch seine aktive Karriere und war dort anschließend Torwarttrainer, Kaderplaner, sportlicher Leiter und zuletzt Sportvorstand.
Im Juli 2025 wurde er neuer Geschäftsführer Sport beim SC Paderborn.